# 26 de julio
El 26 de julio es el 207.º (ducentésimo séptimo) día del año en el calendario gregoriano y el 208.º en los años bisiestos. Quedan 158 días para finalizar el año.

## Acontecimientos
- 711: en la batalla de Guadalete, tropas musulmanas que invadían la península ibérica derrotan a Rodrigo (rey de los visigodos en Hispania).
- 920: cerca de Pamplona (España) los musulmanes derrotan en la batalla de Valdejunquera a la alianza cristiana navarro-leonesa.
- 1139: Alfonso I de Portugal es aclamado rey de Portugal y proclama la independencia del Reino de León.
- 1309: Enrique VII es reconocido como «rey de romanos» por el papa Clemente V.
- 1364: Pedro IV de Aragón dicta orden de ejecución contra Bernardo II de Cabrera por traición.
- 1527: en Venezuela, el oficial español Juan de Ampíes funda la ciudad de Coro,[1] la más antigua de este país y sede del primer obispado de Sudamérica.
- 1529: capitulación entre Carlos I de España y Francisco Pizarro por la que este es nombrado gobernador y capitán general de Nueva Castilla, actual territorio de Perú.
- 1533: en Cajamarca, los españoles ejecutan al inca Atahualpa bajo los cargos de mandar torturar y asesinar a su hermano Huáscar, y conspiración para matar a miles de incas y españoles. Inicialmente condenado a la hoguera, para eludir la pena se hizo bautizar, cambiando la pena por la del garrote vil (estrangulamiento mediante collar de hierro).
- 1581: las provincias rebeldes de los Países Bajos firman el Acta de abjuración, declarando formalmente su independencia.
- 1582: En las Islas Azores, la flota española dirigida por Álvaro de Bazán, derrota a Francia, Inglaterra y Venecia  en la batalla de la isla Terceira.

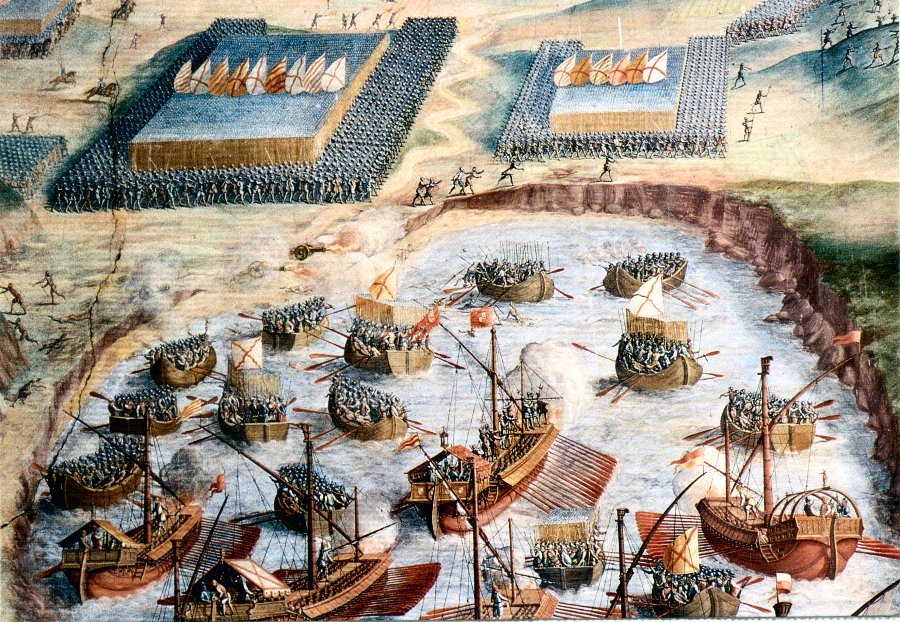
Tercios españoles desembarcando en Isla Terceira. El Escorial.

- 1702: en Santa Vittoria, Felipe V de España y el duque de Vendôme vencen a los aliados.
- 1822: en el puerto de Guayaquil (Ecuador) se entrevistan el general argentino José de San Martín y el venezolano Simón Bolívar, evento conocido como la Entrevista de Guayaquil.
- 1844: en España el Gobierno conservador de Ramón María Narváez suspende las medidas desamortizadoras y la venta de los bienes eclesiásticos nacionalizados.
- 1847: Liberia (África) se independiza de Estados Unidos (que la reconocerá recién en 1862).
- 1847: en el atrio de la iglesia de Santa Ana, en Valladolid (México) el Gobierno hace ahorcar al líder independentista maya Manuel Ay. Esto desencadenará la Guerra de Independencia Maya, hasta 1901.
- 1857: en La Felguera (Asturias, España) se constituye la Fábrica Duro y Compañía, actual Duro Felguera, que llegó a ser el centro siderúrgico más importante de España.
- 1858: en Barcelona se celebra una novillada a cargo exclusivamente de mujeres toreras.
- 1881: en Caracas (Venezuela), el diario La Opinión Nacional publica una carta dirigida por José Martí a Fausto Teodoro de Aldrey.
- 1882: en Bayreuth (Alemania) se estrena la ópera Parsifal (de Richard Wagner).
- 1883: las Cortes españolas, de mayoría liberal, aprueban una nueva ley de prensa.
- 1887: en Varsovia (Polonia), Lázaro Zamenhof publica el libro Internacia lingvo en esperanto.
- 1890: en Buenos Aires, la Unión Civil lleva a cabo la Revolución del Parque, antesala de la creación de la Unión Cívica Radical.
- 1904: En España se inaugura el ferrocarril vasco-asturiano de vía estrecha.
- 1908: el piloto alemán Köppen, al volante de un coche Protos, llega a París como vencedor de la carrera automovilística Alrededor del mundo, disputada durante cinco meses.
- 1909: en Barcelona comienza la Semana Trágica.
- 1914: Serbia y Bulgaria rompen relaciones.
- 1915: en Chile, Juan Luis Sanfuentes resulta elegido presidente.
- 1921: en la guerra de Marruecos, mueren los últimos defensores españoles de la posición de Sidi Dris.
- 1922: Francia recibe de la Sociedad de Naciones un mandato sobre Siria y el  Reino Unido otro sobre Palestina.
- 1923: en Chile, el Gobierno impone varias multas a editores, impresores y libreros por infringir la ley que combate la publicación y venta de obras «inmorales».
- 1924: Vuelta al mundo en aeroplano. El mayor Pedro Leandro Zanni, acompañado por el mecánico Felipe Beltrame, inicia el raid alrededor del mundo desde Ámsterdam, con un biplano Fokker C.IV motor Napier Lion 450 hp bautizado «Ciudad de Buenos Aires». Tras 17.165 kilómetros, y sortear múltiples percances, el 14 de mayo de 1925 abandonan la prueba en Tokio. El vuelo significa un esfuerzo extraordinario que prestigia a la aviación argentina y tiene gran repercusión internacional.
- 1924: se aprueba un decreto por el que se concede la explotación del teléfono en toda España a la Compañía Telefónica Nacional.
- 1925: en San Petersburgo (Unión Soviética) se inaugura el Estadio Petrovsky.
- 1927: en Valencia, el torero Marcial Lalanda sufre una grave cogida.
- 1931: el obispo de Barcelona, Manuel Irurita, hace pública una pastoral en la que afirma que la Iglesia católica no puede ir contra los derechos legítimos de los obreros.
- 1931: el presidente chileno Carlos Ibáñez del Campo dimite de su cargo en medio de una crisis política.
- 1932: Elly Beinhorn llega a Berlín tras concluir su vuelo alrededor del mundo.
- 1933: el Gobierno del Reich promulga una ley de esterilización con el fin de mejorar la raza alemana.
- 1933: en Cuba, el presidente Gerardo Machado otorga una amnistía y restablece las garantías constitucionales.
- 1936: las Potencias del Eje deciden intervenir en la guerra civil española en apoyo de Franco.
- 1937: concluye la batalla de Brunete, con el triunfo de las fuerzas franquistas, durante la guerra civil española.
- 1939: Washington denuncia el tratado de comercio con Japón.
- 1941: el general Douglas MacArthur es enviado a Filipinas como comandante de las fuerzas estadounidenses en el Extremo Oriente.
- 1942: la aviación británica bombardea Hamburgo y Duisburgo con 175.000 bombas incendiarias.
- 1942: es hundido el barco mexicano Oaxaca por el submarino alemán U-171 frente a las costas de Corpus Christi.
- 1945: en Nueva York se celebra la reunión constituyente de las Naciones Unidas.
- 1945: tras la victoria del Partido Laborista (Reino Unido) en las elecciones celebradas en el Reino Unido, Winston Churchill presenta su renuncia y es sustituido por Clement Attlee.
- 1946: en Núremberg (Alemania), el fiscal principal estadounidense, Jackson, exige la condena de todos los acusados nazis en el Juicios de Núremberg, como responsables de la muerte de 12 millones de personas.
- 1947: en España, el dictador Francisco Franco sanciona la Ley de Sucesión en la Jefatura del Estado.
- 1950: cerca de la aldea de Nogun-Ri, a 160 km al sureste de Seúl (Corea del Sur), sucede el primer día de la Masacre de No Gun Ri: soldados estadounidenses asesinan a lo largo de tres días a unos 300 refugiados surcoreanos, en su mayoría mujeres y niños.
- 1952: en Egipto, el rey Faruq I, es obligado a abdicar a favor de su hijo Fuad II, quien tuvo que ser asistido por un consejo de regencia.
- 1952: en la ciudad de Buenos Aires, la primera dama (esposa del presidente) Eva Perón fallece de cáncer a los 33 años.
- 1953: en Santiago de Cuba un grupo de jóvenes cubanos, bajo el mando del revolucionario Fidel Castro, asaltan el cuartel Moncada. El intento de insurrección armada fracasa.
- 1956: en Egipto, el Gobierno nacionaliza el Canal de Suez.
- 1958: Estados Unidos lanza al espacio el satélite Explorer VI.
- 1958: en el atolón Enewetak (islas Marshall, en medio del océano Pacífico), Estados Unidos detona su bomba atómica Olive, de 202 kilotones. Es la bomba n.º 151 de las 1132 que Estados Unidos detonó entre 1945 y 1992.
- 1958: en el mismo atolón Enewetak, Estados Unidos detona su bomba Pine, de 2000 kilotones. En comparación, la bomba atómica de Hiroshima equivalía a 13 kilotones.
- 1960: el vicepresidente Richard Nixon es designado candidato republicano a la presidencia.
- 1960: En el Crucero de la Cuchilla, a 10 km al oeste de la ciudad de Alquízar (provincia de La Habana) ―en el marco de los ataques terroristas organizados por la CIA estadounidense―, un grupo de «bandidos» cubanos asesinan al miliciano Eulalio Piloto Fumero cuando se encontraba de guardia.[2]
- 1961: en Cuba, el Gobierno anuncia la unificación de todas las organizaciones políticas en el Partido Unido de la Revolución Socialista de Cuba.
- 1961: en la finca La Permuta, cerca del barrio Táyaba de la ciudad de Sancti Spíritus (Cuba), un grupo de «bandidos» cubanos liderados por Ramón del Sol y por El Buitre (Vicente Hernández) ―en el marco de los ataques terroristas organizados por la CIA estadounidense― asesinan al campesino Celestino Rivero Darí y hieren al brigadista alfabetizador Ramón García Guerra (de 15 años).[2]
- 1961: en la ciudad de Sancti Spíritus (Cuba), un grupo de «bandidos» cubanos ―en el marco de los ataques terroristas organizados por la CIA estadounidense― asesinan al campesino Alfredo Pérez.[2]
- 1963: entra en órbita el satélite de telecomunicaciones síncrono estadounidense, Syncom 2.
- 1965: Maldivas se independiza del Reino Unido
- 1967: Ecuador rompe relaciones diplomáticas con Haití, a causa de las graves violaciones de los derechos humanos perpetradas por la dictadura de François Duvalier.
- 1968: en México, el Gobierno envía a la policía y al ejército contra una manifestación de 50.000 estudiantes desarmados, Movimiento de 1968 en México, hecho que terminaría en la matanza en la Plaza de las Tres Culturas (Plaza de Tlatelolco) el 2 de octubre de 1968.
- 1971: despega el Apolo 15. Séptima misión tripulada hacia la Luna y cuarta en alunizar.
- 1974: el boxeador español Perico Fernández se proclama nuevo campeón de Europa de los pesos superligeros.
- 1975: en Portugal, el Movimiento de las Fuerzas Armadas se reparte el poder en un triunvirato formado por el general Costa Gomes («presidente de la República»), el general Vasco Gonçalves («primer ministro») y el general Otelo Saraiva de Carvalho.
- 1975: los presidentes de Bolivia, Hugo Banzer, y de Uruguay, Juan María Bordaberry, firman el acta de entendimiento bilateral.
- 1977: la Asamblea Nacional de Quebec (Canadá) impone el uso del francés en la Administración.
- 1977: Adolfo Suárez se asegura la posibilidad de gobernar por decreto ley, al derrotar en el Congreso las propuestas del PSOE y el PCE.
- 1978: en Madrid (España), la policía arresta a doce miembros del GRAPO.
- 1978: en La Habana (Cuba) se inaugura la emisora Radio Ciudad.
- 1979: en Ecuador se crea el parque nacional Sangay (patrimonio natural de la humanidad).
- 1982: el Senado español aprueba la ley del Amejoramiento Foral Navarro.
- 1984: el Gobierno militar uruguayo rehabilita políticamente a casi la totalidad de los militantes de izquierda, excepto a Wilson Ferreira Aldunate y a Gonzalo Muñoz Sanz.
- 1984: doce hombres de negocios europeos consiguen en 48 horas reunir la fianza para pagar la libertad provisional de José María Ruiz-Mateos.
- 1984: se crea la Liga Nacional de Fútbol Profesional (LaLiga), con el fin de obtener una mejor organización de la Primera y Segunda División de España.
- 1987: el sur de Europa es afectado por una intensa ola de calor sahariano, que causa la muerte a más de mil personas.
- 1987: en Francia, el ciclista español Pedro Delgado concluye en segunda posición el Tour de Francia, a tan solo 40 segundos del irlandés Stephen Roche.
- 1989: en Almería (España) se funda la Unión Deportiva Almería.
- 1990: en la República Federal de Alemania comienza la Operación Dragón, que pone fin a veinte años de presencia de armas químicas estadounidenses.
- 1992: en Francia, el ciclista Miguel Induráin gana el Tour de Francia por segunda vez consecutiva.
- 1993: en Italia, la Democracia Cristiana se reconvierte en el nuevo Partido Popular.
- 1994: en Rusia, el presidente Borís Yeltsin acuerda la retirada de las tropas rusas de Estonia.
- 1996: en los Juegos Olímpicos de Atlanta 1996, el atleta ecuatoriano Jefferson Pérez triunfa en la competencia de Marcha atlética de 20 km logrando la primera medalla de oro para Ecuador.
- 1998: en Londres, los dos grandes gigantes de las telecomunicaciones, AT&T y British Telecom, sellan un acuerdo de fusión.
- 1998: en Camboya, un ataque de la guerrilla de los Jemeres Rojos empaña las primeras elecciones libres en 30 años.
- 1999: en España, el juez Baltasar Garzón, en colaboración con la Unidad Central de Policía Judicial, desarticula una red internacional de engorde rápido de ganado con productos prohibidos y gravemente perjudiciales para la salud.
- 1999: el escritor mexicano Sergio Pitol gana el Premio de Literatura Iberoamericana y del Caribe Juan Rulfo.
- 2000: en Vizcaya (País Vasco) la banda terrorista ETA coloca una bomba lapa con dos kilos de dinamita en el coche del único diputado del PP en Abadiano, Agustín Ramos Vallejo. La intervención de su guardaespaldas, que revisó los bajos del coche y detectó el artefacto, evitó el atentado.
- 2000: en Colombia se constituye el movimiento político MIRA (Movimiento Independiente de Renovación Absoluta).
- 2001: en el aeropuerto internacional de Málaga (España), la Policía Nacional logra desactivar un coche bomba colocado por la banda terrorista ETA.
- 2002: en Bolivia, el vencedor de las elecciones presidenciales, Gonzalo Sánchez de Lozada suscribe un pacto de Gobierno con el MIR del expresidente Jaime Paz Zamora que le asegura la designación en el Parlamento como nuevo presidente de la República.
- 2003: el alpinista español Juan Oiarzabal corona el Hidden Peak e iguala el récord de Reinhold Messner, único hasta entonces en subir dieciocho veces un ochomil.
- 2004: el escritor español Juan Goytisolo obtiene el Premio Juan Rulfo.
- 2005: en Estados Unidos, la NASA lanza el Discovery, el primer transbordador espacial que viaja al espacio tras el siniestro del Columbia en febrero de 2003.
- 2005: en las proximidades de la frontera de Francia con Bélgica, la policía francesa detiene a dos hombres presuntamente relacionados con los atentados del 11 de marzo de 2004 en Madrid.
- 2012: en México la Agencia Federal de Investigación desaparece dando paso a la Policía Federal Ministerial.
- 2016: en Japón sucede la masacre de Sagamihara, donde mueren 19 personas apuñaladas.
- 2017: en Japón se termina de publicar el manga de Fairy Tail con un total de 63 tomos recopilatorios, convirtiendo así a Fairy Tail unos de los grandes Shōnen de universo del Anime/Manga.
- 2017: Finaliza la exitosa serie animada de Nickelodeon Los Padrinos Mágicos, tras 10 temporadas y 16 años de emisión.
- 2017: en España, el 12+1 veces campeón del mundo de motociclismo Ángel Nieto, sufre un accidente de quad. El 3 de agosto, murió a causa de las lesiones.
- 2021: el skate-boarding debutó en Tokio 2020 como deporte olímpico y la primera medalla dorada en esta disciplina fue para la joven deportista japonesa Momiji Nishiya de tan solo 13 años, mientras que la de bronce se la llevó su compatriota  Funa Nakayama de 16 años y por último la de plata fue para la brasilera Rayssa Leal de 13 años. Historia pura.
- 2021: en los Juegos Olímpicos de Tokio 2020, la levantadora de pesas filipina Hidilyn Díaz se consagró campeona olímpica tras ganar la prueba de 55kg femenil levantando un total de 224kg (97kg en arranque y 127 en a dos tiempo). La hazaña fue histórica por haber sido la primera medalla dorada en más de 100 años de historia olímpica para Filipinas.
- 2023: Horas después de ser retenido por la guardia presidencial, el Presidente de Níger, Mohamed Bazoum, es derrocado y una junta militar queda al frente del país.[3]
- 2024 en París comienzan los Juegos Olímpicos de 2024.

## Nacimientos
- 1016: Kazimierz I Odnowiciel, rey polaco entre 1034 y 1058 (f. 1058).
- 1030: Estanislao de Cracovia, obispo polaco canonizado por la Iglesia católica (f. 1076).
- 1308: Esteban Uroš IV Dušan, emperador serbio (f. 1355).
- 1439: Segismundo de Baviera, noble alemán, duque de Baviera-Múnich entre 1460 y 1467 (f. 1501).
- 1469: Fernando II, rey napolitano (f. 1496).
- 1565: Marquard Freher, jurista, escritor y estadista alemán (f. 1614).
- 1586: Diego de Colmenares, historiador español (f. 1651).
- 1602: Sor Ana Monteagudo Ponce de León, religiosa peruana (f. 1686).

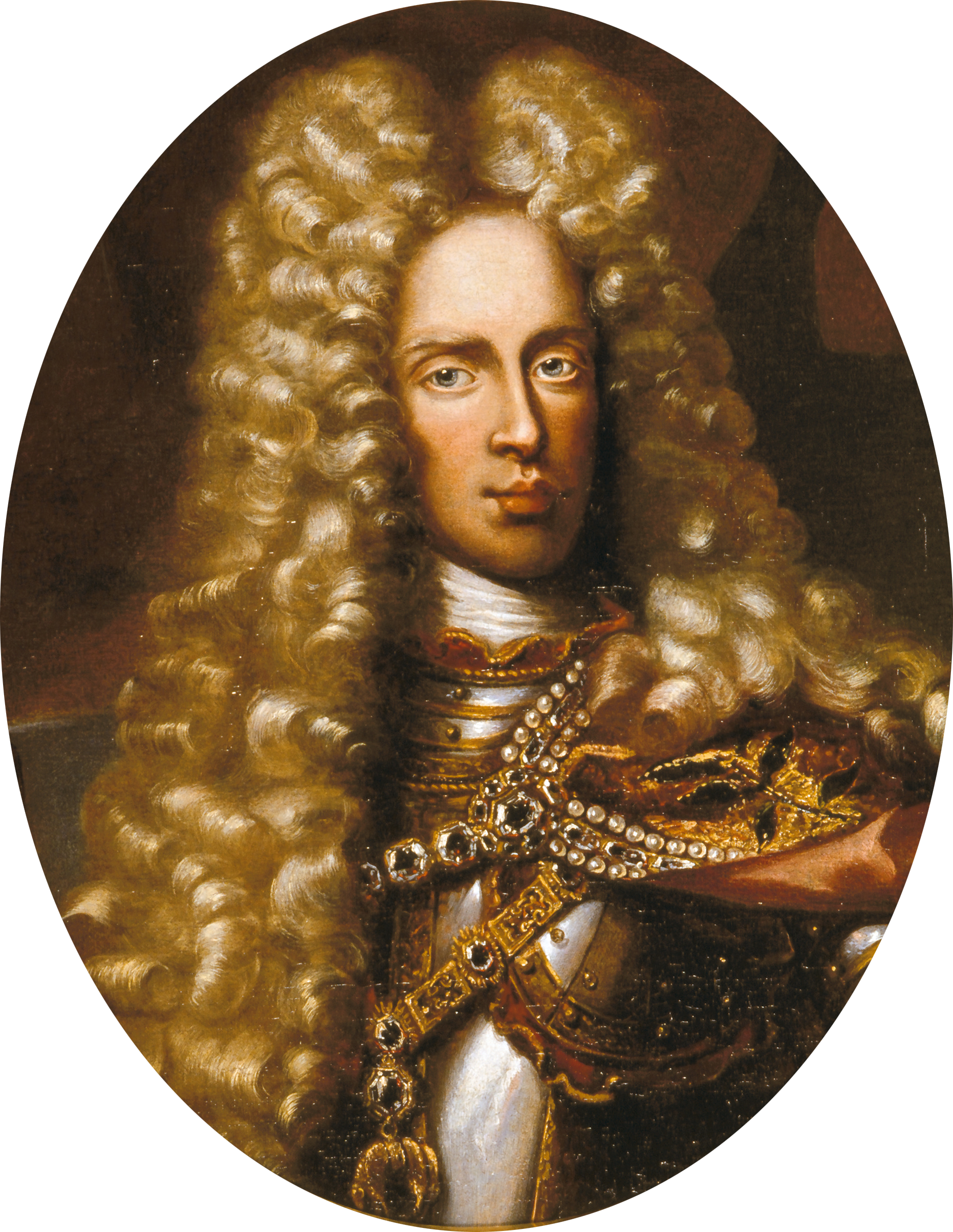
José I de Habsburgo.

- 1678: José I de Habsburgo, rey alemán (f. 1711).
- 1727: Horatio Gates, general estadounidense (f. 1806).
- 1739: George Clinton, político estadounidense (f. 1812).
- 1756: María Ana Fitzherbert, aristócrata británica (f. 1837).
- 1782: John Field, compositor y pianista irlandés (f. 1837).
- 1787: Theodor Friedrich Ludwig Nees von Esenbeck, botánico y farmacólogo alemán (f. 1837).
- 1791: Franz Xaver Wolfgang Mozart (53), compositor austriaco, hijo de W. A. Mozart (f. 1844).
- 1791: Francisco José Debali, compositor húngaro (f. 1859).
- 1794: Johan Georg Forchhammer, mineralogista y geólogo danés (f. 1865).
- 1796: George Catlin, pintor estadounidense (f. 1872).
- 1797: William Hutton, geólogo y paleontólogo británico (f. 1860).
- 1800: Octave Tassaert, grabador francés (f. 1874).
- 1801: Maria Röhl, pintora sueca (f. 1875).
- 1802: Mariano Arista, político y presidente mexicano entre 1851 y 1853 (f. 1855).
- 1802: Constantino Brumidi, pintor italo-estadounidense (f. 1880).
- 1817: Bernhard Windscheid, jurista alemán (f. 1892).
- 1822: Jakob Dubs, político suizo (f. 1879).
- 1829: Auguste Beernaert, estadista belga, premio nobel de la paz en 1909 (f. 1912).
- 1829: Alexander Henry Rhind, abogado, historiador, geólogo y arqueólogo escocés (f. 1863).
- 1840: Eduard Pechuël-Loesche, geógrafo, pintor y explorador alemán (f. 1913).
- 1842: Alfred Marshall, economista británico (f. 1924).
- 1847: Adriano Cecioni, escultor y pintor italiano (f. 1836).
- 1855: Philipp Scheidemann, político alemán (f. 1939).
- 1855: Ferdinand Tönnies, sociólogo alemán (f. 1936).

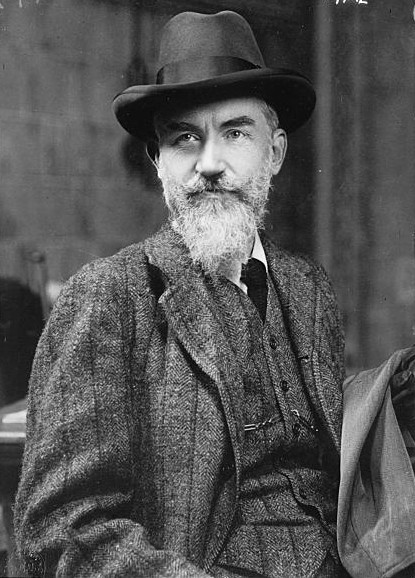
George Bernard Shaw.

- 1856: George Bernard Shaw, dramaturgo y escritor irlandés, premio nobel de literatura en 1925 (f. 1950).
- 1858: Edward M. House, diplomático y político estadounidense (f. 1938).
- 1861: Vazha-Pshavela, escritor georgiano (f. 1915).
- 1861: Martha Bernays, alemana (f. 1951), esposa del psicoanalista Sigmund Freud.
- 1865: María de Baden, duquesa consorte de Anhalt entre 1904 y 1918 (f. 1939).
- 1866: Militza de Montenegro, aristócrata montenegrina (f. 1951).
- 1868: María Asunción Sandoval, abogada mexicana, la primera abogada de México (f. 1943).
- 1868: Paul Delorme, físico, químico e industrial francés, presidente Air Liquide entre 1902 y 1945 (f. 1956).
- 1869: Donaldina Cameron, misionera presbiteriana neozelandesa-estadounidense (f. 1968).
- 1870: Ignacio Zuloaga, pintor español (f. 1945).
- 1872: Amedeo Bassi, tenor italiano (f. 1949).
- 1872: Maria Dahl, zoóloga alemana (f. 1972).
- 1873: Pierre Nolf, científico y político belga (f. 1953).
- 1874: Serguéi Kusevitski, director de orquesta y contrabajista ruso (f. 1951).
- 1875: Carl Gustav Jung, psiquiatra, psicólogo, filósofo y ensayista suizo (f. 1961).
- 1875: Antonio Machado, poeta español (f. 1939).
- 1876: Rosina Anselmi, actriz italiana (f. 1965).
- 1877: Ernst Hoppenberg, nadador alemán (f. 1937).
- 1877: Jesse Livermore, financiero estadounidense (f. 1940).
- 1879: Shunroku Hata, militar japonés (f. 1962).
- 1881: James Cecil Parke, tenista británico (f. 1946).
- 1882: Verner Weckman, luchador olímpico finlandés (f. 1968).
- 1885: André Maurois, escritor, biógrafo y crítico francés (f. 1967).
- 1886: Lars Hanson, actor sueco (f. 1965).
- 1888: Nat Agar, futbolista, entrenador y árbitro anglo-estadounidense (f. 1978).
- 1888: Marcel Jouhandeau, escritor francés (f. 1979).
- 1890: Seiichi Itō, almirante japonés (f. 1945).
- 1892: Francisco Álvarez, actor argentino (f. 1960).
- 1892: Philipp Jarnach, compositor francés de origen español (f. 1982).
- 1893: George Grosz, pintor alemán (f. 1959).
- 1893: Eric Robertson Dodds, ensayista e historiador irlandés (f. 1979).
- 1894: Aldous Huxley, escritor y filósofo británico (f. 1963).
- 1895: Richard Eric Holttum, botánico británico (f. 1990).
- 1895: Gracie Allen, actriz estadounidense (f. 1964).
- 1895: Jankel Adler, pintor y grabador polaco (f. 1949).
- 1895: Jane Bunford, mujer británica, la persona más alta en la historia de ese país (f. 1922).
- 1895: Kenneth Harlan, actor estadounidense (f. 1967).
- 1897: Paul Gallico, escritor y periodista deportivo estadounidense (f. 1976).
- 1897: Jacobo Gapp, sacerdote católico austriaco (f. 1943).
- 1898: Günther Korten, militar alemán (f. 1944).
- 1899: Hermann Josef Wehrle, sacerdote católico alemán (f. 1944).
- 1900: Agostino Sepinski, sacerdote franciscano francés (f. 1978).
- 1901: Umberto Caligaris, futbolista y entrenador italiano (f. 1940).
- 1902: Hugo Schrader, actor alemán (f. 1993).
- 1903: Elsa Merlini, actriz italiana (f. 1983).
- 1904: Luis Vidales, fue un poeta y ensayista colombiano. (f. 1990).
- 1906: Gori Muñoz, escenógrafo español (f. 1978).
- 1907: Lucia Joyce, hija del escritor irlandés James Joyce y de Nora Barnacle (f. 1982).
- 1909: Margaret Allan, piloto de carreras escocesa (f. 1998).
- 1909: Ida Mandenova, botánica, taxonomista y exploradora rusa (f. 1995)
- 1909: Vivian Vance, actriz y cantante estadounidense (f. 1979).
- 1910: Anita Blanch, actriz mexicana de origen español (f. 1983).
- 1912: George Kubler, historiador del arte estadounidense (f. 1996).
- 1914: María Dolores Aguilar de Ducau, arquitecta argentina.
- 1914: Raymond P. Ahlquist, científico estadounidense (f. 1983).
- 1914: Juan Francisco Fresno, obispo chileno (f. 2004).
- 1917: Alberta Adams, cantante estadounidense (f. 2014).
- 1917: Julio de Pablo, artista español (f. 2009).
- 1918: Marjorie Lord, actriz estadounidense (f. 2015).
- 1919: James Lovelock, científico británico (f. 2022).
- 1919: Elinborg Lützen, artista gráfica feroesa (f. 1995).
- 1919: Luboš Perek, astrónomo checo (f. 2020).
- 1920: Rupert Hall, historiador británico (f. 2009).
- 1921: Jean Shepherd, escritor estadounidense (f. 1999).
- 1921: Amedeo Amadei, futbolista italiano (f. 2013).
- 1922: Blake Edwards, cineasta estadounidense (f. 2010).
- 1922: Jason Robards, actor de cine estadounidense (f. 2000).
- 1922: Chairil Anwar, poeta indonesio (f. 1949).
- 1922: Gilberto Agustoni, cardenal suizo (f. 2017).
- 1923: Biff Elliot, actor estadounidense (f. 2012).
- 1923: Guillermo Guerrero, dibujante argentino (f. 2009).
- 1923: Ananías Maidana, político paraguayo (f. 2010).
- 1924: Horacio Torres, pintor uruguayo (f. 1976).
- 1925: Ana María Campoy, actriz argentina (f. 2006).
- 1925: Antonio Díaz García, sindicalista y político colombiano (f. 2005).
- 1925: Ana María Matute, novelista española (f. 2014).
- 1925: Joseph Engelberger, físico, ingeniero y emprendedor estadounidense (f. 2015).
- 1925: Robert Hirsch, actor francés (f. 2017).
- 1927: Joan Reventós, político español (f. 2004).
- 1926: James Best, actor estadounidense (f. 2015).
- 1928: Stanley Kubrick, cineasta estadounidense (f. 1999).
- 1928: Francesco Cossiga, político italiano (f. 2010).
- 1928: Elliott Erwitt, fotógrafo estadounidense.
- 1928: Joseph Jackson, mánager y exguitarrista estadounidense (f. 2018).
- 1928: Peter Lougheed, abogado y político canadiense (f. 2012).
- 1928: Ernesto Deira, pintor argentino  (f. 1986).
- 1929: José María Casas-Huguet, abogado, escritor y parapsicólogo (f. 2015).
- 1929: Alexis Weissenberg, pianista búlgaro-francés (f. 2012).
- 1931: Telê Santana, futbolista y entrenador brasileño (f. 2006).
- 1932: Knut Bjørnsen, comentarista deportivo y periodista noruego (f. 2008).
- 1933: Edmund S. Phelps, economista estadounidense, premio nobel de economía en 2006.
- 1934: Reinaldo Gargano, político y periodista uruguayo (f. 2013).
- 1937: Günther Jakobs, jurista alemán.
- 1937: Peter Fleischmann, cineasta alemán (f. 2021).
- 1937: Hélio Oiticica, pintor brasileño (f. 1980).

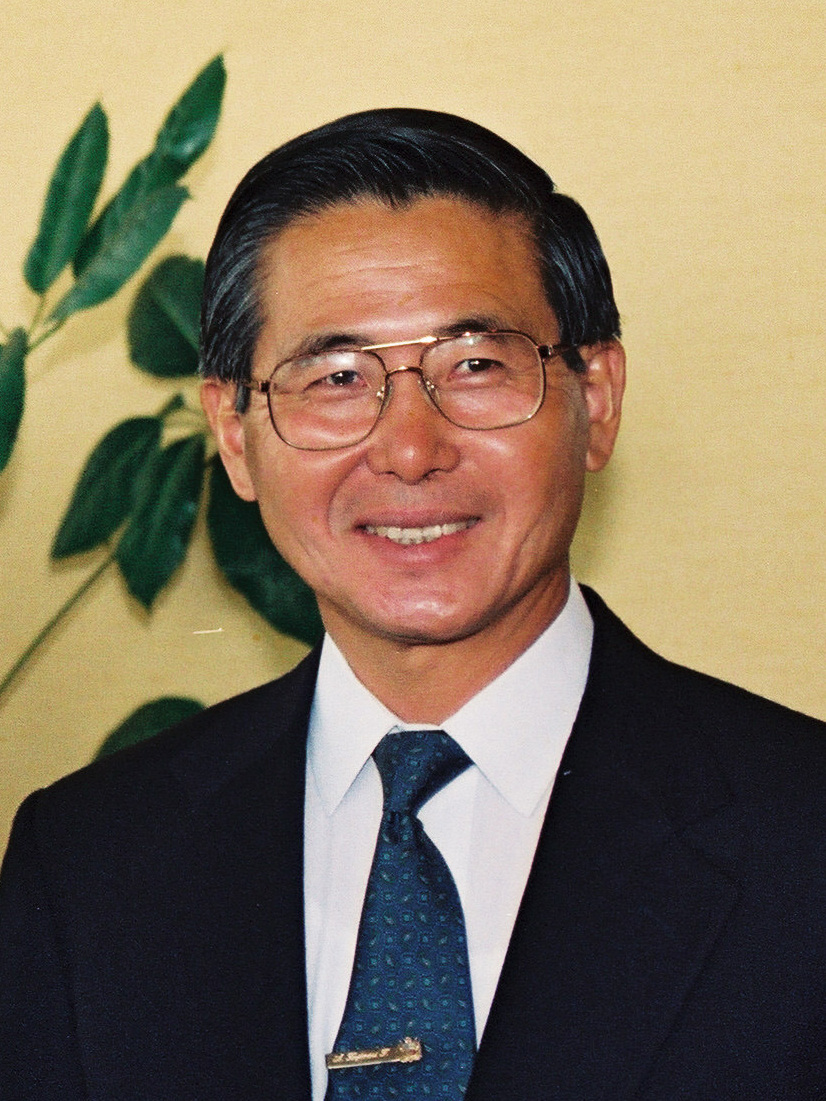
Alberto Fujimori

- 1938: Alberto Fujimori, ingeniero y político peruano, presidente del Perú entre 1990 y 2000 (f. 2024).
- 1938: Martin Koeman, futbolista neerlandés (f. 2013).
- 1939: Carlos Mauro Hoyos, fue un jurista y político colombiano. (f. 1988).
- 1939: John Howard, político australiano, primer ministro entre 1996 y 2007.
- 1939: Rogelio Polesello, pintor y escultor argentino (f. 2014).
- 1940: César Calvo, poeta peruano (f. 2000).
- 1940: Aurelio González Puente, ciclista español.
- 1940: Jean-Luc Nancý, filósofo francés.
- 1940: Jürgen Kurbjuhn, futbolista alemán (f. 2014).
- 1940: Brigitte Hamann, historiadora y escritora alemana-austriaca (f. 2016).
- 1940: Zvonko Petričević, jugador de baloncesto serbio (f. 2009).
- 1940: Anna Abdallah, política tanzana.
- 1941: Gian Franco Pagliaro, cantautor italiano (f. 2012).
- 1941: Brenton Wood, cantautor estadounidense.
- 1941: Ana Griselda Vegas, modelo venezolana, Miss Venezuela en 1961.
- 1941: Alejandro Suárez, actor y humorista mexicano.
- 1941: Günther Meier, boxeador alemán (f. 2020).
- 1942: Teddy Pilette, piloto de automovilismo belga (f. 1942).

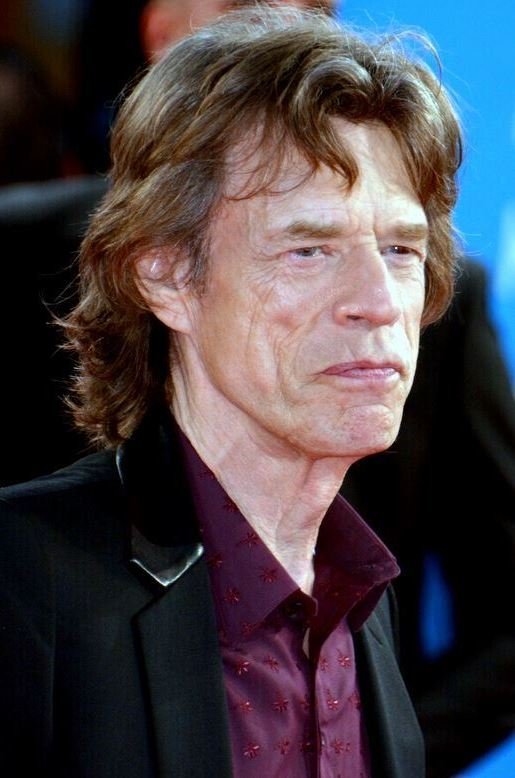
Mick Jagger

- 1943: Mick Jagger, músico británico de rock, líder de la banda The Rolling Stones.
- 1943: Peter Hyams, cineasta y guionista estadounidense.
- 1943: Jaume Sobrequés, historiador y político español.
- 1944: José Antonio Maldonado, meteorólogo español.
- 1945: Helen Mirren, actriz británica.
- 1945: Panagiotis Pikramenos, primer ministro griego en 2012.
- 1945: Metin Çekmez, actor turco (f. 2021).
- 1946: Emilio de Villota, piloto español de Fórmula 1.
- 1946: Mike Davis, baloncestista estadounidense.
- 1946: Wolfgang Schneiderhan, militar alemán.
- 1947: Alejandra Da Passano, actriz argentina (f. 2014).
- 1947: Juan Gómez Voglino, futbolista argentino nacionalizado colombiano.
- 1947: Jaime Semprún, escritor, ensayista, traductor y editor francés de origen español (f. 2010).
- 1948: Chiquetete, cantante español (f. 2018).
- 1949: Cronwell Jara, escritor peruano.
- 1949: Thaksin Shinawatra, primer ministro tailandés.

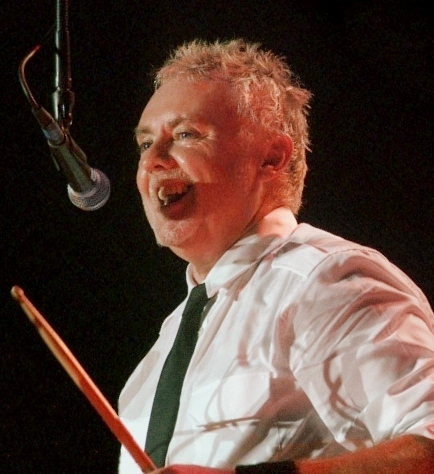
Roger Taylor

- 1949: Roger Taylor, baterista británico, de la banda Queen.
- 1950: Susan George, actriz británica.
- 1951: Sabine Leutheusser-Schnarrenberger, política alemana.
- 1952: Heiner Brand, jugador y entrenador de balonmano alemán.
- 1953: Felix Magath, futbolista y entrenador alemán.
- 1954: Luis Bruschtein, periodista argentino.
- 1954: Vitas Gerulaitis, tenista estadounidense.
- 1954: Leo Maslíah, humorista, músico y escritor uruguayo.
- 1954: Leonardo Daniel, actor mexicano.
- 1955: Asif Ali Zardari, empresario y político pakistaní, Presidente de Pakistán entre 2008-2013 y desde 2024.
- 1957: Nana Visitor, actriz estadounidense.
- 1957: Santi Santamaria, cocinero español (f. 2011).
- 1957: Yuen Biao, actor y coreógrafo de artes marciales chino.
- 1957: Jesús Barrero, actor de doblaje mexicano (f. 2016).
- 1959: Kevin Spacey, actor estadounidense.
- 1959: Úrsula Prats, actriz mexicana.
- 1959: Vahagn Jachaturián, político armenio
- 1959: Tom McGowan, actor estadounidense.
- 1960: Daniele Luchetti, cineasta italiano.
- 1960: Lucio Pietroniro, expiloto de motociclismo belga.
- 1961: Gary Cherone, cantante estadounidense, de la banda Extreme.
- 1961: David Heyman, productor de cine inglés.
- 1962: Fernando Grande-Marlaska, magistrado y político español.
- 1962: Kōichi Ōhata, diseñador de mechas, guionista gráfico y director de anime japonés.
- 1964: Sandra Bullock, actriz estadounidense.
- 1964: Flavio Cianciarulo, músico argentino, de la banda Los Fabulosos Cadillacs.
- 1964: Anne Provoost, novelista belga.
- 1965: Vladimir Cruz, actor, guionista y cineasta cubano, actor de Fresa y chocolate.
- 1965: Ana García Siñeriz, presentadora de televisión española.
- 1965: Jim Lindberg, cantante y compositor estadounidense, de la banda Pennywise.
- 1965: Jeremy Piven, actor estadounidense.
- 1966: Anna Rita Del Piano, actriz y directora de teatro italiana.

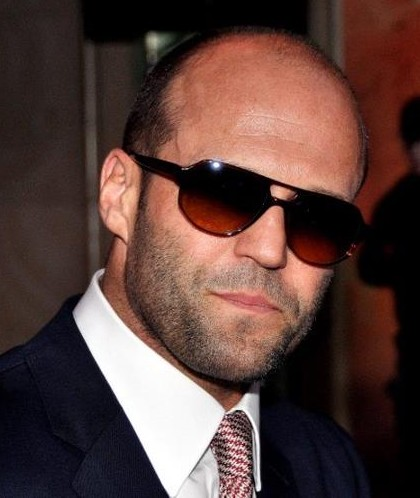
Jason Statham

- 1967: Jason Statham, actor británico y ex deportista olímpico.
- 1968: Yasmine Etemad-Amini, princesa heredera de Irán.
- 1968: Olivia Williams, actriz británica.
- 1969: Flavio César, cantante, actor y pastor evangélico mexicano.
- 1970: Ulpiano Suárez, abogado y político argentino.
- 1971: Andrea Fortunato, futbolista italiano (f. 1995).
- 1971: Doris Sáez Hueichapan, ingeniera y académica chilena.
- 1971: Cecilia Tijerina, actriz mexicana.
- 1972: Leticia Brédice, actriz argentina.
- 1972: Julian Koster, músico estadounidense.
- 1972: Carlos Morell, cantante argentino.
- 1972: Spencer Wilding, actor galés.
- 1973: Kate Beckinsale, actriz británica.
- 1973: Gaetano Bruno, actor italiano.
- 1973: Valeria Pivato, guionista, productora y directora de cine argentina.
- 1973: Lenka Šarounová, astrónoma checa.
- 1973: Cecilia Tijerina, actriz mexicana.
- 1974: Peter Manjarrés, odontólogo y cantante colombiano de música vallenata.
- 1974: Martín Basso, piloto de automovilismo argentino.
- 1974: Sam Beam, cantautor estadounidense.
- 1975: Liz Truss, política británica, Primera ministra del Reino Unido entre septiembre y octubre de 2022.
- 1976: Pável Pardo, futbolista mexicano.
- 1976: Danny Ortiz, futbolista guatemalteco (f. 2004).
- 1976: Carlota Pi, ingeniera y empresaria española
- 1977: Martin Laursen, futbolista danés.
- 1977: Emma Barton, actriz inglesa.
- 1977: Manuel Witting, actor austriaco.
- 1977: Barbara Yelin, historietista alemana.
- 1977: Christophe Laurent, ciclista francés.
- 1977: Markwayne Mullin, político estadounidense.
- 1978: Kevin Kim, tenista estadounidense de ascendencia coreana.
- 1978: Eve Myles, actriz galesa.
- 1978: Thijs Römer, actor neerlandés.
- 1979: Idurre Bideguren, política y economista española.
- 1979: Emily Eavis, promotora musical y feminista británica.
- 1979: Paul Freier, futbolista alemán.
- 1979: Mageina Tovah, actriz estadounidense.
- 1979: Madeleine West, actriz australiana.
- 1980: Jacinda Ardern, política neozelandesa, primera ministra desde 2017.
- 1980: Dave Baksh, guitarrista canadiense, de la banda Sum 41.
- 1980: Daniel Quintero Calle, ingeniero electrónico, empresario de software y ex-viceministro colombiano, alcalde de Medellín desde 2020.
- 1981: Abe Forsythe, actor, director de cine y guionista australiano.
- 1981: Maicon, futbolista brasileño.
- 1981: Jeon Ik-ryeong, actriz surcoreana.
- 1982: Kalimba, actor y cantante mexicano.
- 1983: Norykko, cantante española.
- 1983: Stephen Makinwa, futbolista nigeriano.
- 1983: Delonte West, baloncestista estadounidense.
- 1984: Pablo Jerez, futbolista argentino.
- 1985: Gael Clichy, futbolista francés.
- 1985: Leonardo Ulloa, futbolista argentino.
- 1985: Francisco Molinero, futbolista español.
- 1986: Monkey Black, rapero dominicano (f. 2014).
- 1986: Luis Mansilla, ciclista chileno.
- 1987: Fredy Montero, futbolista colombiano.
- 1987: Kristijan Đurasek, ciclista croata.
- 1987: Romain Lemarchand, ciclista francés.
- 1988: Francia Raisa, actriz estadounidense.
- 1988: Marty Scurll, luchador profesional inglés.
- 1988: Pogo, músico sudafricano-australiano.
- 1989: Carín León, cantante mexicano.
- 1990: Jesús Herrada, ciclista español.
- 1991: Yeison Jiménez, cantante colombiano.
- 1991: Jóan Símun Edmundsson, futbolista feroés.
- 1991: Conor McLaughlin, futbolista norirlandés.
- 1991: Yuji Kajikawa, futbolista japonés.
- 1991: Christopher Anariba, futbolista panameño.
- 1991: Jhon Edwar Valoy, futbolista colombiano.
- 1991: Tyson Barrie, jugador de hockey sobre hielo canadiense.
- 1991: Alice Isaaz, actriz francesa.
- 1991: Jorge Lafuente Velázquez, baloncestista español.
- 1991: Deonte Burton, baloncestista estadounidense.
- 1991: Danny Rubin, baloncestista estadounidense.
- 1991: Chinami Yoshida, jugadora de curling japonesa.
- 1991: Selina Büchel, atleta suiza.
- 1992: Lucas Nogueira, baloncestista brasileño.
- 1993: Elizabeth Gillies, actriz, cantante y bailarina estadounidense.
- 1993: Taylor Momsen, actriz y cantante estadounidense, de la banda The Pretty Reckless.
- 1993: Sil Pater, deportista neerlandés.
- 1993: Danny van Poppel, ciclista neerlandés.
- 1993: Borís Taschí, futbolista ucraniano.
- 1993: Paola Ramírez, estudiante venezolana de la Universidad Católica del Táchira asesinada durante las protestas en Venezuela de 2017 (f. 2017).
- 1994: Guro Reiten, futbolista noruega.
- 1994: Lorrenzo Manzin, ciclista francés.
- 1994: Nicole Hare, remera canadiense.
- 1994: Raúl Beneit Romero, futbolista español.
- 1994: Robert Piris da Motta, futbolista paraguayo.
- 1994: Héctor Daniel Villalba, futbolista argentino-paraguayo.
- 1994: Deatrich Wise Jr., jugador de fútbol americano estadounidense.
- 1994: Sitiveni Cavuilagi, futbolista fiyiano.
- 1994: Riona Kiuchi, cantante y actriz japonesa.
- 1995: Pierre Kunde, futbolista camerunés.
- 1995: Diego Gregori, futbolista español.
- 1995: Cecilia Sala, periodista italiana.
- 1995: Armin Sohrabian, futbolista iraní.
- 1995: Tone Stith, cantante, compositor y productor discográfico estadounidense.
- 1996: Rui Sueyoshi, futbolista japonés.
- 1996: Adam Bareiro, futbolista paraguayo.
- 1996: Dilan Zúñiga, futbolista chileno.
- 1997: Tyson Ward, baloncestista estadounidense.
- 1997: José Defelippo, baloncestista argentino.
- 1997: Ewa Swoboda, atleta polaca.
- 1997: Sebastian Aho, jugador de hockey sobre hielo finlandés.
- 1997: Evan Olson, remero estadounidense.
- 1998: Lucía Rodríguez Montero, atleta española.
- 1998: Vladimir Moragrega, futbolista mexicano.
- 1998: Tadas Kararinas, baloncestista lituano.
- 1998: Yannis Voisard, ciclista suizo.
- 1999: Benjamin Le Ny, ciclista francés.
- 1999: Rizha, cantante argentina.
- 1999: Kody Pearson, tenista australiano.
- 1999: Jaime Alvarado, futbolista colombiano.

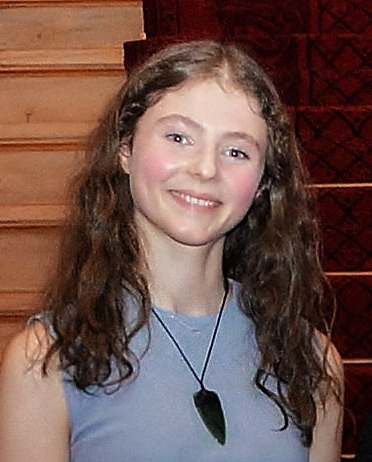
Thomasin McKenzie

- 2000: Thomasin McKenzie, actriz neozelandesa.
- 2000: Zoe Turnes, balonmanista argentina.
- 2000: Kenta Sawada, futbolista japonés.
- 2000: Dominic Thompson, futbolista británico.
- 2000: Lasha Bekauri, yudoca georgiano.
- 2000: Valko van Wyk, atleta sudafricano.
- 2000: Taj Jones, ciclista australiano.
- 2000: Marko Golubić, taekwondista croata.
- 2000: Tolu Smith, baloncestista estadounidense.
- 2000: Cheick Condé, futbolista guineano.
- 2002: Edmar Kamatuka, futbolista namibio.
- 2002: Coba Gomes da Costa, futbolista español.
- 2003: Deniz Öncü, piloto de motociclismo turco.
- 2004: Dilano van't Hoff, piloto de automovilismo neerlandés (f. 2023).
- 2004: Biel Vicens, futbolista español.
- 2005: Daniel Pérez Guerrero, futbolista español.
- 2005: Angelina Topić, atleta serbia.
- 2006: Vicky López, futbolista española.

## Fallecimientos
- 811: Nicéforo I, emperador bizantino (n. 765).
- 1380: Kōmyō Tennō, emperador japonés (n. 1322).

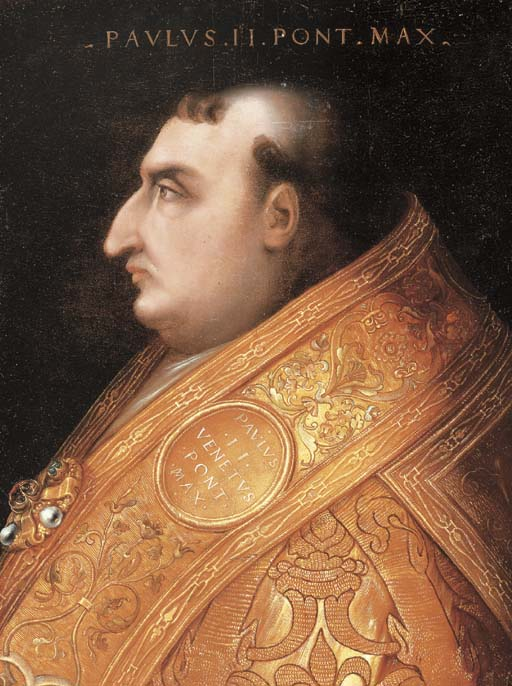
Paulo II.

- 1471: Paulo II, papa de la Iglesia católica desde 1464 hasta 1471 (n. 1417).
- 1533: Atahualpa, último emperador inca (n. 1500).
- 1608: Pablo de Céspedes, pintor, escultor y escritor español (n. 1548).
- 1680: John Wilmot, poeta y escritor libertino inglés (n. 1647).
- 1684: Elena Cornaro Piscopia, filósofa italiana (n. 1646).
- 1726: Carmine Nicolás Caracciolo, aristócrata español y virrey de Perú (n. 1671).
- 1842: David Jewett, marino y corsario argentino de origen estadounidense (n. 1772).
- 1842: Ignacio Rodríguez Galván, poeta mexicano (n. 1816).
- 1863: El Pípila (Juan José de los Reyes Martínez Amaro), insurgente en la Independencia de México (n. 1782).
- 1863: Sam Houston, político y militar estadounidense (n. 1793).
- 1867: Otón I, rey griego (n. 1815).

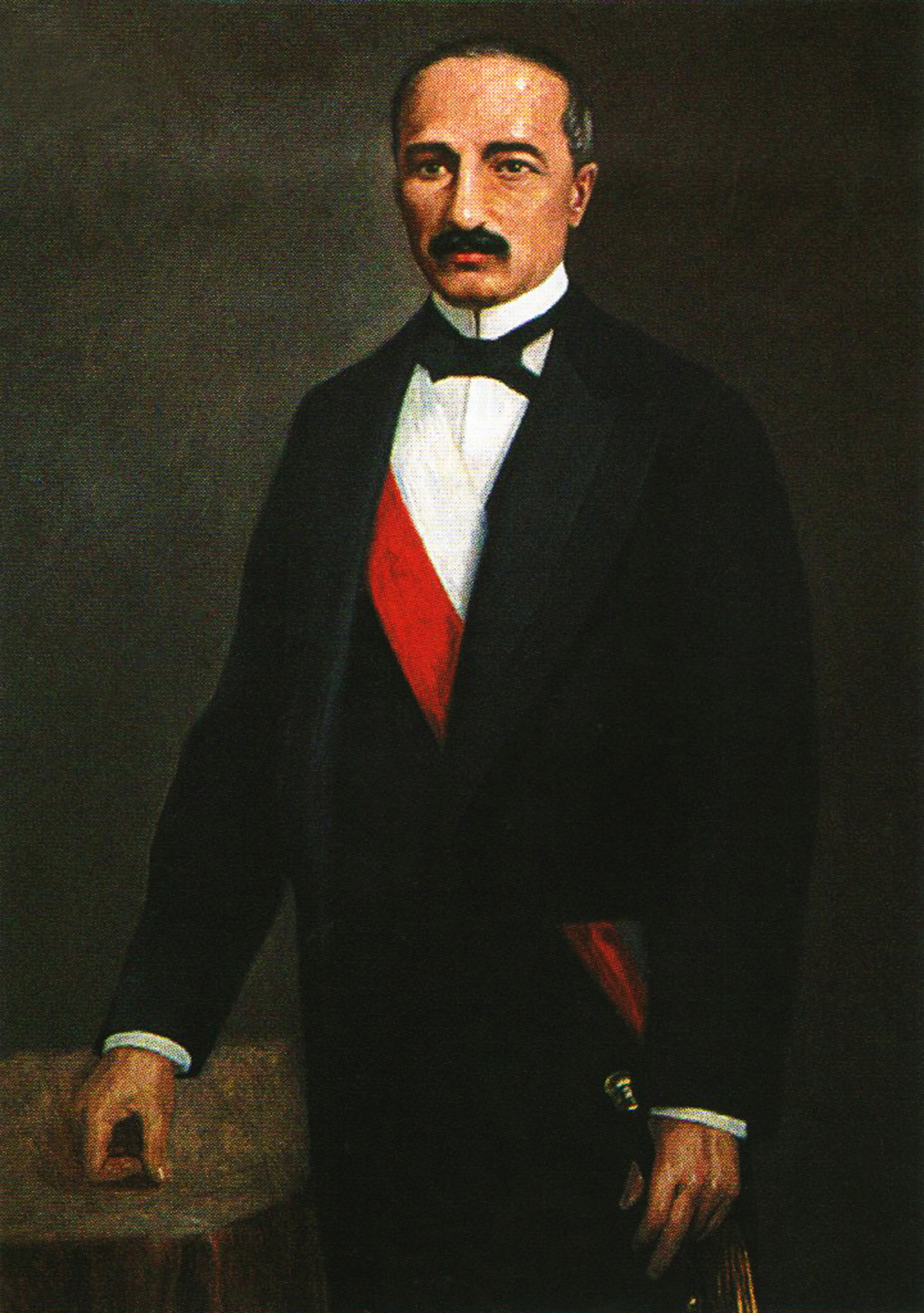
José Balta.

- 1872: José Balta, militar y político peruano, presidente del Perú entre 1868 y 1872 (n. 1814).
- 1872: Tomás Gutiérrez, militar y político peruano, presidente del Perú en 1872 (n. 1817).
- 1872: Michele Carafa, compositor italiano (n. 1787).
- 1881: George Borrow, escritor británico (n. 1803).
- 1899: Ulises Heureaux, militar y presidente dominicano (n. 1845).
- 1912: Aleksandr von Bilderling, militar ruso (n. 1846).
- 1922: Ciro Luis Urriola, político panameño, presidente de Panamá en 1918 (n. 1863).
- 1924: William Robert Ogilvie-Grant, ornitólogo escocés (n. 1863).
- 1925: William Bryan, político estadounidense (n. 1860).
- 1925: Gottlob Frege, matemático alemán (n. 1848).
- 1926: Antonio Ascari, piloto de carreras italiano (n. 1888).
- 1926: Robert Todd Lincoln, abogado y político estadounidense (n. 1843).
- 1930: Narcís Oller, escritor y abogado español (n. 1846).
- 1934: Winsor McCay, historietista y cineasta estadounidense (n. 1867).
- 1937: Gerda Taro (26), fotógrafa alemana, fallecida como corresponsal en la guerra civil española (n. 1910).
- 1941: Henri Léon Lebesgue, matemático francés (n. 1875).
- 1941: Kazimierz Bartel, político y matemático polaco (n. 1941).
- 1942: Roberto Arlt (42), novelista, dramaturgo y periodista argentino (n. 1900).
- 1943: Luis Barros Borgoño, político chileno (n. 1858).
- 1944: Reza Shah, sah iraní entre 1925 y 1941 (n. 1878).

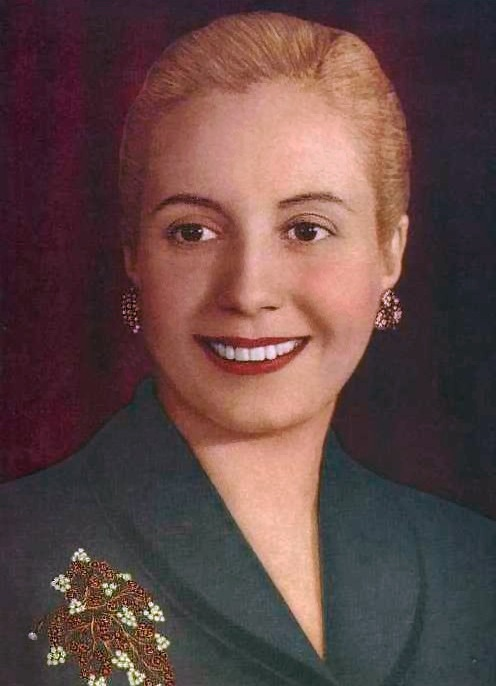
Eva Perón.

- 1952: Eva Perón, política argentina, esposa del presidente Juan Domingo Perón (n. 1919).
- 1952: Edward Ellis, actor teatral y cinematográfico estadounidense (n. 1870).
- 1953: Nikolaos Plastiras, general griego (n. 1883).
- 1953: Abel Santamaría, revolucionario cubano (n. 1927).
- 1956: Miguel Bernal Jiménez, compositor mexicano (n. 1910).
- 1957: Carlos Castillo Armas, político guatemalteco, presidente de Guatemala entre 1954 y 1957 (n. 1914).
- 1959: Manuel Altolaguirre, poeta español (n. 1905).
- 1960: Cedric Gibbons, cineasta estadounidense (n. 1893).
- 1962: Gabriel Arias-Salgado, político español (n. 1904).
- 1962: Raquel Meller, cantante y actriz española (n. 1888).
- 1967: Ignacio Corsini, cantante y compositor argentino (n. 1891).
- 1969: Hugo Pesce, médico, salubrista, político y filósofo peruano (n. 1900).
- 1969: Andrés Soler, actor mexicano (n. 1898).
- 1970: Viktor Kirílovich Baránov, militar soviético (n. 1901).
- 1971: Diane Arbus, fotógrafa estadounidense (n. 1923).
- 1971: Edith Gertrude Schwartz, botánica, ecóloga, y profesora estadounidense (n. 1877).
- 1973: Hans Albert Einstein, ingeniero civil y profesor suizo-estadounidense (n. 1904), hijo de Albert Einstein.
- 1976: Nikolay Nósov, escritor ruso (n. 1908).
- 1978: Mary Blair, animadora, diseñadora gráfica, ilustradora y guionista estadounidense (n. 1911).
- 1983: Charlie Rivel, payaso español (n. 1896).
- 1984: George Gallup, matemático y estadístico estadounidense (n. 1901).
- 1984: Ed Gein, asesino en serie estadounidense (n. 1906).
- 1986: Averell Harriman, político estadounidense (n. 1891).
- 1987: Anderssen Banchero, escritor uruguayo (n. 1925).
- 1988: Fazlur Rahman Malik, filósofo pakistaní, reformista del islam (n. 1919)
- 1989: José Vivó, actor español (n. 1916).
- 1990: Brent Mydland (37), tecladista y cantante estadounidense de rock, de la banda Grateful Dead (n. 1952).
- 1990: Leo Duyndam, ciclista neerlandés (n. 1948).
- 1990: Giorgio Scarlatti, piloto de automovilismo italiano (n. 1921).
- 1994: |Terry Scott, actor y humorista británico (n. 1927).
- 1995: Laurindo Almeida, guitarrista brasileño (n. 1917).
- 1995: Antolín Palomino, encuadernador español (n. 1909).
- 1995: George Romney, empresario estadounidense (n. 1907).
- 1996: Heriberto Herrera, futbolista y entrenador hispano-paraguayo (n. 1926).
- 1997: Jaime Milans del Bosch, militar español (n. 1915).
- 1997: Kunihiko Kodaira, matemático japonés (n. 1915).
- 1999: Trygve Haavelmo, economista noruego, premio nobel de economía en 1989 (n. 1911).
- 2003: Gereon Goldmann, sacerdote franciscano alemán (n. 1916).
- 2005: Camila de Castro (26), actriz porno transexual y modelo brasileña (n. 1979).
- 2005: Alexander Golitzen, director de arte estadounidense.[4]
- 2007: Francisco de Moxó y de Montoliu, historiador español (n. 1930).
- 2009: Merce Cunningham, bailarín y coreógrafo estadounidense (n. 1919).
- 2010: Antonio Gamero, actor español (n. 1934).
- 2011: Joe Arroyo, cantante colombiano (n. 1955).
- 2011: Jacques Fatton, futbolista suizo nacido en Francia (n. 1925).
- 2011: Sakyo Komatsu, escritor japonés (n. 1931).

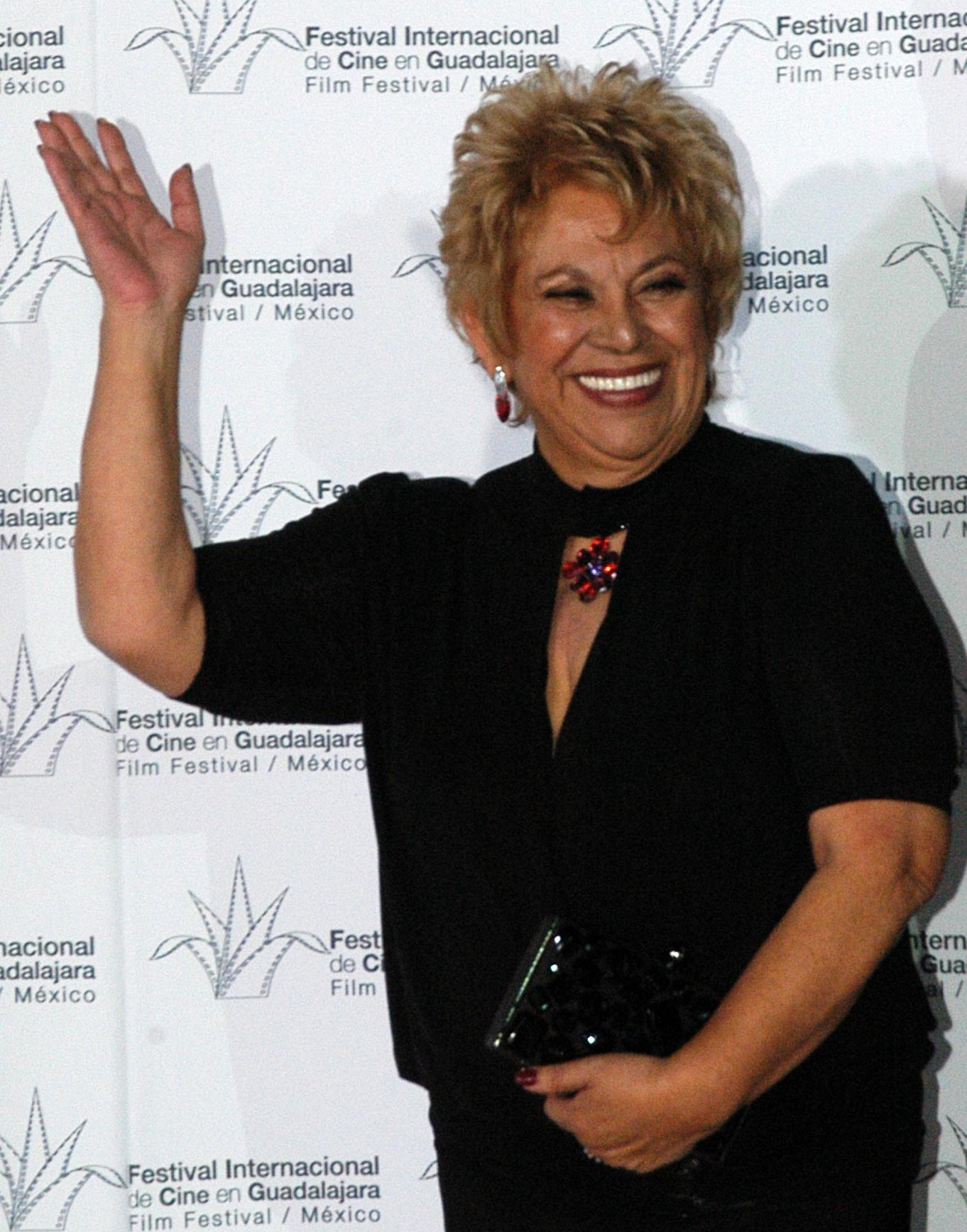
Lupe Ontiveros.

- 2012: Lupe Ontiveros, actriz estadounidense (n. 1942).
- 2012: Tamara Pamiatnij, aviadora soviética (n. 1919).
- 2013: J. J. Cale, músico y compositor estadounidense (n. 1938).
- 2014: Ange Dellasantina, futbolista francés (n. 1933).
- 2015: Bobbi Kristina Brown, personalidad y cantante estadounidense (n. 1993).
- 2017: June Foray, actriz y actriz de voz estadounidense (n. 1917).
- 2017: Leo Kinnunen, piloto de automovilismo finlandés (n. 1943).
- 2017: Ramón Xirau, poeta y filósofo español (n. 1924).
- 2019: Russi Taylor, actriz y actriz de voz estadounidense (n. 1944).
- 2020: Olivia de Havilland, actriz estadounidense (n. 1916).
- 2021: Joey Jordison, músico estadounidense.
- 2021: René Juárez Cisneros, político mexicano, gobernador del estado de Guerrero entre 1999 y 2005 (n. 1956).
- 2022: Darío Gómez, cantautor colombiano (n. 1951).
- 2023: François Castaing, diseñador de automóviles francés (n. 1945).
- 2023: Randy Meisner, músico estadounidense (n. 1946).

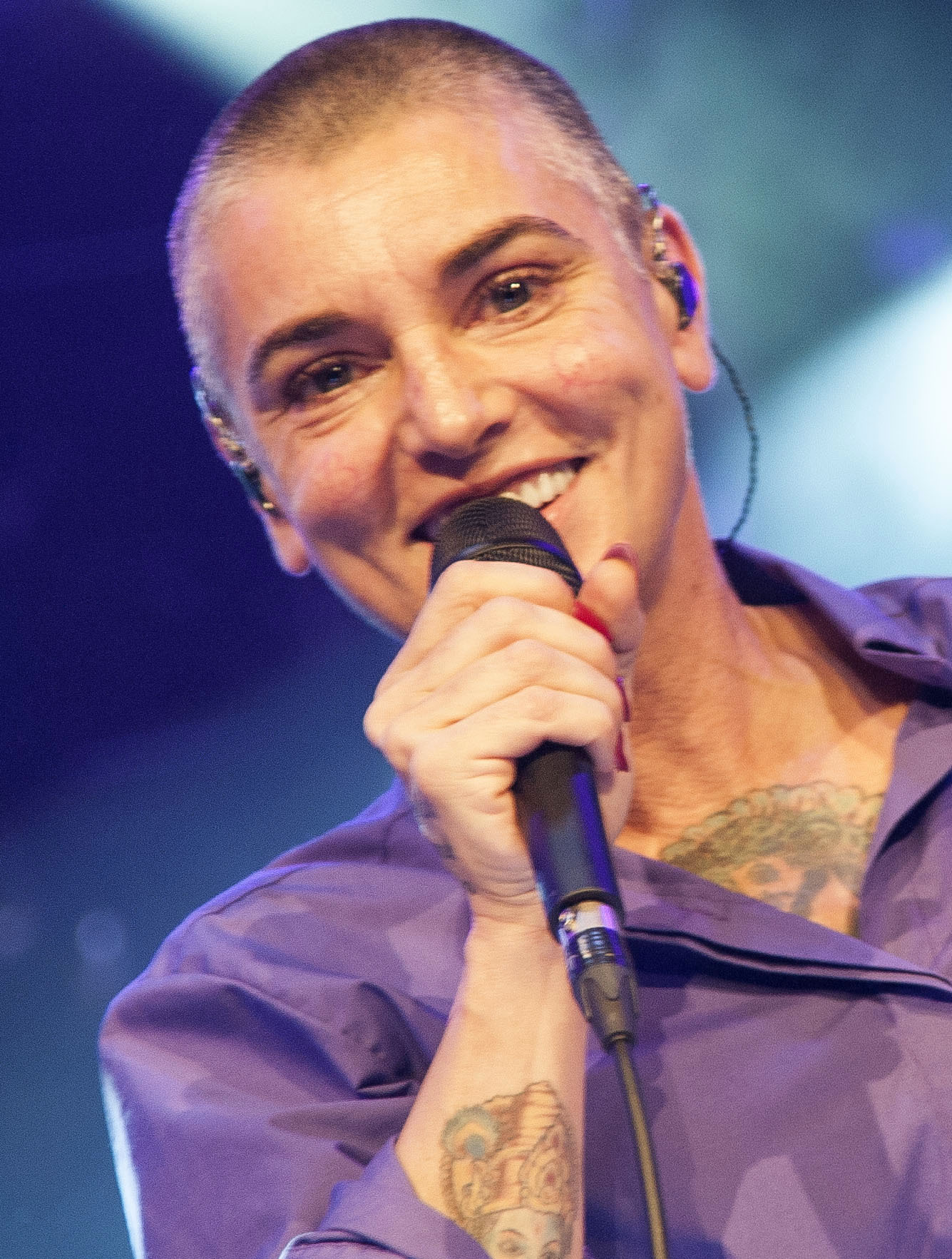
Sinéad O'Connor.

- 2023: Sinéad O'Connor, cantautora irlandesa (n. 1966).
- 2023: Surinder Shinda, actor, cantante y compositor indio (n. 1953).
- 2025: Evelio Droz (88), baloncestista puertorriqueño (n. 1937).[5]
- 2025: Jean-Pol Dubois (74), actor francés (n. 1951).[6]
- 2025: Ray French (85), rugbier británico; demencia (n. 1939).[7]
- 2025: Prithvi Man Gurung (76), político nepalés (n. 1949).[8]
- 2025: Willie Irvine (82), futbolista norirlandés (n. 1943).[9]
- 2025: Jiří Krampol (87), actor, doblajista y presentador de televisión checo (n. 1938).[10]
- 2025: Tom Lehrer (97), cantante, compositor y matemático estadounidense (n. 1928).[11]
- 2025: Daddy Lumba (60), cantante y compositor ghanés (n. 1964).[12]
- 2025: Ziad Rahbani (69), compositor y dramaturgo libanés (n. 1956).[13]
- 2025: Ohidur Rahman (81), político y escritor bangladesí (n. 1943).[14]
- 2025: Süreyya Serdengeçti (73), economista turco (n. 1952).[15]
- 2025: Jean Marie Sylla (42), futbolista (centrocampista) guineano expatriado en Grecia y en Francia (n. 1983); por ELA (esclerosis lateral amiotrófica).[16]
- 2025: Don Wehby (62), empresario y político jamaiquino (n. 1963).[17]

## Celebraciones
- Día Mundial de los Abuelos.[18]
Según el calendario católico, esta es la fecha en que se celebra la onomástica de San Joaquín y Santa Ana, padres de la Virgen María y abuelos de Jesucristo. Es una fecha de origen cristiano que en muchos países pasa desapercibido. No todas las regiones del mundo celebran esta festividad el mismo día. No obstante, la cultura digital ha contribuido a estandarizar el 26 de julio, como la fecha oficial del Día de los Abuelos.[19]

- Día de Una Sola Voz.[20]
Fue creado en 1996 (29 años) con la idea de leer el Pacto de Paz Universal cada año el 31 de diciembre; sin embargo, la fecha se cambió posteriormente al 26 de julio.
(en inglés: One Voice Day).

- Naciones Unidas: 
  - Día Internacional de Conservación del Ecosistema de Manglares.[21]
Fecha instituida para rescatar el valor de estos bosques acuáticos, fundamentales en la lucha contra el cambio climático, pero que están en grave retroceso en el mundo.

Compartidas
- Esperantujo (Comunidad Esperantista):
  - Día del Esperanto en conmemoración a la publicación del Unua Libro. Lengua creada en 1887 para ser usada como idioma auxiliar internacional, por su facilidad de aprendizaje. Día en 1887 de la publicación del Unua Libro, el primer libro para aprender la gramática del idioma, creado por el Doktoro Esperanto.
No confundir con: El Día de Zamenhof, que se celebra cada 15 de diciembre en conmemoración del nacimiento de L. L. Zamenhof.

Ancestrales
- Calendario Maya: 
  - Año Nuevo.

Gastronomía
- Día Mundial del Tofu.[22]
Se celebra anualmente el 26 de julio en honor al tofu, una alternativa vegetal a la carne, elaborada con soja. El tofu ha experimentado un aumento de popularidad a medida que más personas adoptan una dieta vegetal.
(en inglés: World Tofu Day).

 Por países
(Por orden alfabético)
- Argentina: 
  - Día de los Abuelos.[23]
  -  Misiones: 
    - Día Provincial de las Semillas Nativas Criollas.[24]
Esta actividad se enmarca en la Ley VIII-80 de Protección de Semillas Nativas y Criollas, la cual establece diversos objetivos, entre ellos el impulso de ferias de intercambio de semillas y la declaración del 26 de julio como el Día Provincial de las Semillas Nativas y Criollas.
      - Aniversario del Aeroclub Posadas.
Fundación: 26 de julio de 1929 (96 años).

- Cuba: 
  - Día de la Rebeldía Nacional.

- Ecuador: 
  - Día del Deporte Ecuatoriano.

- India: 
  - Kargil Vijay Diwas (Día de la Victoria de Kargil).
Se celebra cada año el 26 de julio en este país para conmemorar la victoria de la India sobre Pakistán en la Guerra de Kargil por expulsar a las fuerzas paquistaníes de sus posiciones ocupadas en las cimas de las montañas del distrito norte de Kargil en Ladakh en 1999.

- Liberia:
  - Día de la Independencia.

- Maldivas: 
  - Día de la Independencia.

### Santoral católico

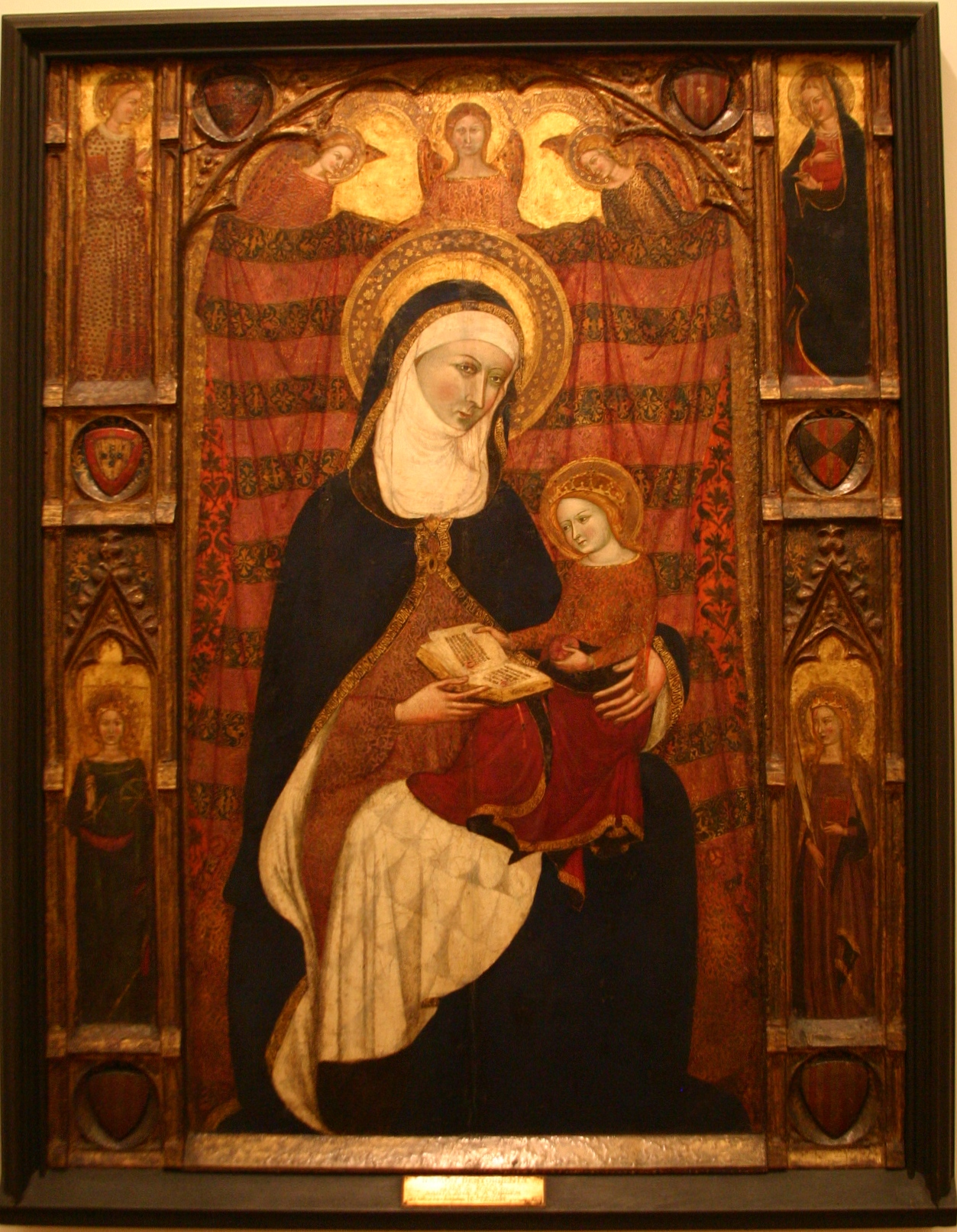
Santa Ana. Témpera sobre madera por Ramón Destorrents, Arnau Bassa y Ferrer Bassa, c. 1350. Museo Nacional de Arte Antiguo de Lisboa.

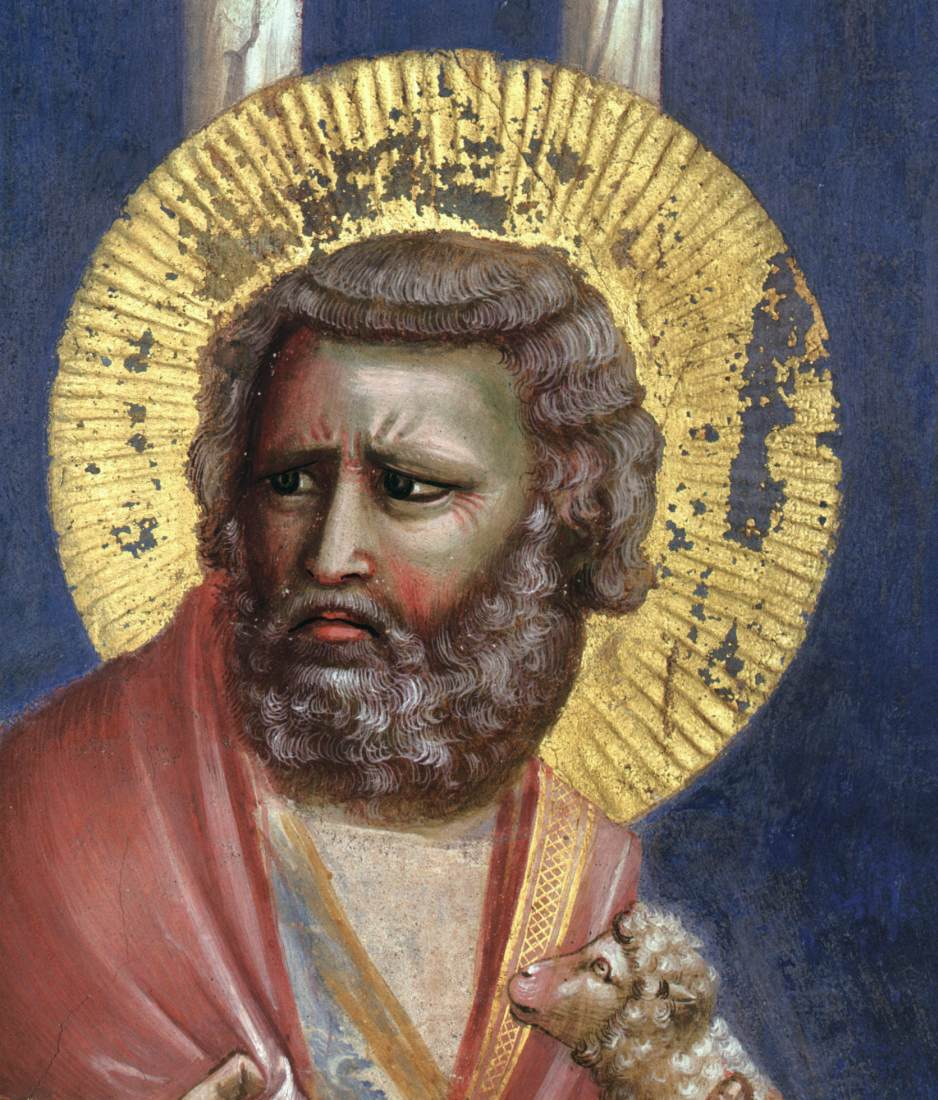
San Joaquín. Detalle de La expulsión de Joaquín del Templo, pintura de Giotto, c. 1303
(Capilla de los Scrovegni de Padua, Italia).

Celebración del día: Santa Ana (madre de María).(imagen ilustrativa).
- San Joaquín (padre de María).[25](imagen ilustrativa).
- San Austindo.[25]
- Santa Bartolomea Capitanio.[25]
- San Erasto de Corinto.[25]
- San Jorge Preca.[25]
- San Simeón de Mantua.[25]
- Beato Andrés de Phû Yên.[25]
- Beata Camilla Gentili.[25]
- Beato Guillermo Webster.[25]
- Beato Hugo de Actis.[25]
- Beato Jorge Swallowell.[25]
- Beato Juan Ingram.[25]
- Beata María Margarita y compañeras.[25]
- San Tito Brandsma.[25]

 Por países
(Por orden alfabético)
- Argentina: 
  -  Misiones: 
    - Santa Ana, Misiones: Fiestas en honor a Santa Ana y San Joaquín.[26]
La Municipalidad de Santa Ana -a través de la ordenanza n°29/2024 del Concejo Deliberante- declaró que cada año se tome asueto escolar y administrativo en la localidad en honor a la festividad de los santos patronos.

- Bolivia: 
  - Santa Ana de Yacuma (departamento del Beni): 
    - Fiestas en honor a Santa Ana, patrona de la ciudad.

- El Salvador: 
  -  Santa Ana: 
    - Fiestas en honor a Santa Ana.

- España: 
  - Carrascosa del Campo (en la provincia de Cuenca): fiestas en honor a Santa Ana y San Joaquín.
  - Santa Ana de Pusa (en la provincia de Toledo): fiestas en honor a Santa Ana, patrona del pueblo.
  - Villanueva de la Vera (en la provincia de Cáceres): fiestas en honor a Santa Ana, patrona del pueblo.
  - Albal (en la provincia de Valencia): fiestas en honor a Santa Ana, patrona del pueblo.
  - Blanes (en la provincia de Gerona): fiestas a honor a Santa Ana, patrona del pueblo.
  - Tudela (Comunidad Foral de Navarra): fiestas en honor a Santa Ana.
  - Utebo (Provincia de Zaragoza): fiestas en honor a Santa Ana.